# 後者の抗弁
後者の抗弁（こうしゃのこうべん）とは、手形関係における人的抗弁権の一つである。手形振出人が、手形所持人からの手形金支払請求を拒絶する際、その手形所持人との事情ではなく、その間に介在した第三者（裏書人）と手形所持人との間の事由を理由にするもので、そのことが「後者の抗弁」と呼称する理由である。
例えば、振出人AがBに対して振り出した約束手形を、受取人Bが別の当事者Cに対し裏書譲渡したが、その後、BがCに対してその裏書譲渡をした際の原因債務を支払ったり、またB・C間の契約が解除になるなどして、その当事者間の原因関係が消滅した。しかし、Bは手形を受け戻さず、所持人Cが振出人Aに対し手形金の支払を請求した。この場合、Aは請求を拒むことができる（後者の抗弁を認める）という考え方と、Aは請求を拒むことができない（後者の抗弁を否定する）という考え方がある。

## 「後者の抗弁」の否定説
手形は所持人が呈示することで金銭を授受できる一定額の金銭債権を表示する有価証券であるから、振出人Aは人的抗弁権を援用できないという考え方である。すなわち、手形は不特定多数の間を流通することを予定された流通証券であるため、流通性を最大限に確保する必要があるとする考え方であり、手形上の権利は、原因関係とは無関係に手形行為自体により発生する（原因関係が無効あるいは不存在であっても手形は有効に成立し存続する）とする無因説を基礎としている。
このように、Aの人的抗弁が認められないとすれば、Bからすれば手形をCから回収しなかった過失があるとはいえ、Aに対する手形上・原因関係上の権利を行使することができなくなるという不利益を受ける。しかし、AとCの関係ではAは手形金の支払により責任を果たしており、自己の手形債務および原因債務を消滅させているので問題ない。一方、B・C間の問題は、別途BはCに不当利得返還請求をすることで、不利益を回復すればいいのであり、手形外の枠組みで解決すればいい、というものである。

## 「後者の抗弁」の否定説への反論
このようなCの請求を認めるのは、Cに不当利得を与えるだけのことになるため、このような不正義を是認できないと批判する意見があった。また、このような不誠実な対応をしているCへの不当利得返還請求が法律上認められても、実際にはCが直ちに手形金を費消する可能性が高く、BからCへの不当利得返還請求が実際上無意味になる危険性が高い。そこで「後者の抗弁」を是認しようとする見解が強くなった。そのため以下のような肯定説が提唱された。
手形法17条本文は、手形流通促進のため、「人的関係に基く抗弁」を、手形の第三取得者に対抗できないとしているが、同条ただし書では害意のある手形所持者を手形外の事情によって拒否することを例外的に認めている（悪意の抗弁）。このただし書を基礎として一般悪意の抗弁ととらえる立場からは、AとCの衡平の観点から、Cの主張を認めないという考え方が成り立つ。しかし、これではBのCに対する悪意の抗弁は主張できても、BはA・C間の手形関係については直接関わっていないため、Aの立場から抗弁を主張する根拠に乏しくなるおそれがある。
また、手形権利移転行為有因論から、B・C間の人的抗弁の内容にもよるが、原因関係が消滅しまたは不法である場合には、Bに手形上の権利が復帰するのでCは手形上の権利について無権利となり、Aはそのことを理由としてCの請求を拒むことができるとする説もある。
さらに、手形関係に権利濫用禁止の原則を導入して、手形の裏書人であるCが手形取得の対価を得ており、権利行使すべき実質的理由が喪失している場合には、Cの権利行使は信義則に反するものとして、手形金の請求を拒絶できるという考え方もある。これは、手形を裏書譲渡され所持していても、譲渡の原因関係が消滅し本来なら手形を引き渡さなければならないにもかかわらず、それを行わず、手元に手形を所持している形式的権利を根拠に振出人に対して手形金を請求することは、権利の濫用に該当し、手形法77条、17条ただし書の趣旨に照らし、許されないというものである。この見解によれば、約束手形の原因関係が解除されるなどして、手形を保有すべき実質的理由を有しない者が、手形を返還せず自己の手元にあるのを奇貨として、自己の形式的権利を利用して振出人から手形金の支払を求めようとすることが、権利の濫用に該当するとして、裏書人の所持人に対する人的抗弁を理由として支払を拒絶できる（修正無因説）。

## 通説・判例
通説・判例は修正無因説をとっている。最高裁昭和43年12月25日大法廷判決（民集22巻13号3548頁）は、原審の大阪高裁が、訴外B・C間の原因関係が消滅したからBに手形上の権利が復帰するとした法律構成は是認することはできないとしつつ、AがCの請求を拒絶できるという結論においては正当であるとして是認し、上告を棄却した。すなわち、Cは手形を保持する正当の権原を有しないから、手形上の権利を行使すべき実質的理由を失っており、たまたま手形を返還せず手形が自己の手元にあるのを奇貨として、自己の形式的権利を利用して振出人Aから手形金の支払を請求することは権利の濫用に該当し、手形法77条、17条ただし書の趣旨に徴し、振出人Aは所持人Cに対し手形金の支払を拒むことができるものと判示した。
これは、手形法による無因説に基づく所持人保護をすべての場合に認めると、手形金の二重取りを許す結果となることから、権利濫用禁止の原則を手形関係に適用したものである。
上記判例によれば、Cが満期においてAに対して手形上の権利を行使することはできず、AはB・C間の原因関係の消滅を理由として（後者の抗弁）、Cの請求を拒絶することができる。

## 関連問題
それでは、Cが実質的理由を有しない手形所持人であるにもかかわらずAが過失によりこれを支払った場合は、AはBに対し何らかの責任を負うのか？（スタブ）